# Margatteoidea amoena
Margatteoidea amoena är en kackerlacksart som först beskrevs av Bolivar 1924.  Margatteoidea amoena ingår i släktet Margatteoidea och familjen småkackerlackor. IUCN kategoriserar arten globalt som utdöd. Inga underarter finns listade i Catalogue of Life.